# 1790
Il 1790 (MDCCXC in numeri romani) è un anno  del XVIII secolo.

## Eventi
- 8 gennaio – Primo discorso di George Washington sullo stato dell'Unione.
- 20 febbraio – In Austria muore l'imperatore Giuseppe II, sostituito dal fratello Leopoldo II, già Granduca di Toscana.
- 12 giugno – Avignone ed il Contado Venassino, antico possedimento pontificio, chiede la riunione alla Francia, rinnovandola definitivamente il 18 agosto 1791.
- 12 luglio – In Francia viene promulgata la legge sulla Costituzione civile del clero.
- Alfieri incomincia a scrivere La vita.

## Nati
Ci sono circa 220 voci su persone nate nel 1790; vedi la pagina Nati nel 1790 per un elenco descrittivo o la categoria Nati nel 1790 per un indice alfabetico.

## Morti

### Gennaio
- 5 gennaio - Jacob Christian Schäffer, botanico, micologo e zoologo tedesco (n. 1718)
- 7 gennaio - Antonio Corbisiero, compositore italiano (n. 1720)
- 15 gennaio - Antonio Contestabili, pittore italiano (n. 1716)
- 15 gennaio - John Landen, matematico inglese (n. 1719)
- 18 gennaio - Stefano Ittar, architetto polacco (n. 1724)
- 20 gennaio - John Howard, filantropo britannico (n. 1726)
- 25 gennaio - Giusto Fernando Tenducci, cantante castrato e compositore italiano

### Febbraio
- 2 febbraio - Friedrich Wolfgang Reiz, filologo classico e linguista tedesco (n. 1733)
- 3 febbraio - Niccolò Lapiccola, pittore italiano (n. 1727)
- 5 febbraio - William Cullen, medico e chimico scozzese (n. 1710)
- 10 febbraio - Jan Jakub Zamoyski, nobile e politico polacco (n. 1716)
- 18 febbraio - Elisabetta Guglielmina di Württemberg, nobile (n. 1767)
- 19 febbraio - Thomas de Mahy de Favras, nobile e politico francese (n. 1744)
- 19 febbraio - Jan Křtitel Krumpholtz, compositore e arpista ceco (n. 1747)
- 20 febbraio - Antonio Belglava, vescovo italiano (n. 1730)
- 20 febbraio - Giuseppe II d'Asburgo-Lorena (n. 1741)
- 28 febbraio - Nicolas-Denis Derome, artigiano francese (n. 1731)

### Marzo
- 4 marzo - Flora MacDonald, patriota britannica (n. 1722)
- 5 marzo - Nils Idman, teologo e letterato finlandese (n. 1716)
- 7 marzo - Ignacy Feliks Morawski, generale e politico lituano (n. 1744)
- 7 marzo - Jean-Baptiste Romé de L'Isle, mineralogista francese (n. 1736)
- 12 marzo - Andreas Hadik von Futak, condottiero ungherese (n. 1710)
- 19 marzo - Cezayirli Gazi Hasan Pascià, militare e politico ottomano (n. 1713)

### Aprile
- 6 aprile - Luigi IX d'Assia-Darmstadt (n. 1719)
- 9 aprile - Muhammad III del Marocco, sultano marocchino (n. 1710)
- 9 aprile - Nicolas-Sylvestre Bergier, presbitero, teologo e scrittore francese (n. 1718)
- 10 aprile - Antonio Maria Franci, vescovo cattolico italiano (n. 1705)
- 12 aprile - Johann Jacob Ferber, mineralogista svedese (n. 1743)
- 17 aprile - Benjamin Franklin, scienziato, politico e inventore statunitense (n. 1706)
- 25 aprile - Maria Anna del Palatinato-Sulzbach, nobile tedesca (n. 1722)
- 29 aprile - Charles-Nicolas Cochin, pittore, scrittore e disegnatore francese (n. 1715)

### Maggio
- 6 maggio - Johannes Gessner, medico e naturalista svizzero (n. 1709)
- 19 maggio - Teresa Eletta Rivetti, mistica, scrittrice e monaca cristiana italiana (n. 1723)
- 21 maggio - Thomas Warton, scrittore, poeta e storico inglese (n. 1728)
- 29 maggio - Israel Putnam, generale statunitense (n. 1718)

### Giugno
- 9 giugno - Robert Robinson, teologo inglese (n. 1735)
- 30 giugno - Lucia Galeazzi Galvani, scienziata italiana (n. 1743)

### Luglio
- 10 luglio - Peter Jonas Bergius, botanico svedese (n. 1730)
- 11 luglio - Fabrizio Galliari, pittore e scenografo italiano (n. 1709)
- 14 luglio - Ernst Gideon von Laudon, generale austriaco (n. 1717)
- 16 luglio - Giovanni Francesco Cigna, medico e chimico italiano (n. 1734)
- 17 luglio - Johann II Bernoulli, matematico svizzero (n. 1710)
- 17 luglio - Adam Smith, filosofo e economista scozzese (n. 1723)
- 20 luglio - Giordano Riccati, fisico, architetto e matematico italiano (n. 1709)
- 23 luglio - Henri de Pontevès-Gien, militare e marinaio francese (n. 1738)
- 25 luglio - Johann Bernhard Basedow, pedagogista, teologo e saggista tedesco (n. 1724)
- 25 luglio - William Livingston, politico statunitense (n. 1723)
- 28 luglio - Giuseppe Maria d'Altemps, VI duca di Gallese, nobile italiano (n. 1729)

### Agosto
- 9 agosto - Ignazio Gaetano Boncompagni Ludovisi, cardinale italiano (n. 1743)
- 10 agosto - John Gore, esploratore britannico
- 10 agosto - Marie Louise Mignot, letterata e musicista francese (n. 1712)
- 16 agosto - Agostino Carlini, scultore e pittore italiano (n. 1718)
- 23 agosto - Giovanna Francesca di Hohenzollern-Sigmaringen, principessa (n. 1765)
- 28 agosto - Andrea Pigonati, ingegnere italiano (n. 1734)
- 29 agosto - Luigi Günther II di Schwarzburg-Rudolstadt, nobile tedesco (n. 1708)

### Settembre
- 2 settembre - Johann Nikolaus von Hontheim, vescovo cattolico, storico e teologo tedesco (n. 1701)
- 8 settembre - Gioacchino Pizzi, poeta italiano (n. 1716)
- 18 settembre - Enrico Federico di Hannover, nobile (n. 1745)
- 23 settembre - Rambaldo degli Azzoni Avogaro, storico e numismatico italiano (n. 1716)
- 28 settembre - Nicola I Esterházy, principe, musicista e mecenate ungherese (n. 1714)

### Ottobre
- 2 ottobre - Cristiana Anna di Anhalt-Köthen, contessa (n. 1726)
- 10 ottobre - Kenton Couse, architetto britannico (n. 1721)
- 10 ottobre - Ivan Ivanovič Möller-Sakomelsky, generale russo (n. 1725)
- 11 ottobre - Marmaduke Tunstall, ornitologo, botanico e naturalista britannico (n. 1743)
- 17 ottobre - Georg Christoph Pisanski, teologo tedesco (n. 1725)
- 19 ottobre - Lyman Hall, politico statunitense (n. 1724)
- 25 ottobre - Ottavio Bertotti Scamozzi, architetto italiano (n. 1719)
- 25 ottobre - Lev Aleksandrovič Puškin, ufficiale russo (n. 1723)
- 27 ottobre - Wiguläus von Kreittmayr, giurista e funzionario tedesco (n. 1705)
- 30 ottobre - Karai Senryū, poeta giapponese (n. 1718)
- 31 ottobre - John Edwin, attore teatrale e scrittore inglese (n. 1749)

### Novembre
- 9 novembre - Juan Ramos de Lora, missionario, docente e vescovo cattolico spagnolo (n. 1722)
- 11 novembre - Nicolò Pacassi, architetto austriaco (n. 1716)
- 19 novembre - Vittorio Lodovico d'Hallot Des Hayes, politico e militare italiano (n. 1707)
- 28 novembre - Pierre Jaquet-Droz, orologiaio svizzero (n. 1721)

### Dicembre
- 9 dicembre - Joseph d'Albert, politico, magistrato e nobile francese (n. 1721)
- 12 dicembre - Michail Michajlovič Ščerbatov, politico e storico russo (n. 1733)
- 13 dicembre - Pierluigi Galletti, vescovo cattolico e archeologo italiano (n. 1722)
- 14 dicembre - Jean Joseph Pierre Pascalis, avvocato francese (n. 1732)
- 16 dicembre - Ludwig August Lebrun, oboista e compositore tedesco
- 20 dicembre - Elizabeth Gunning, nobile e attrice teatrale irlandese (n. 1733)
- 25 dicembre - Maria Teresa Cybo-Malaspina, sovrana italiana (n. 1725)
- 29 dicembre - Giovanni Battista Carboni, scultore e critico d'arte italiano (n. 1729)
- 29 dicembre - Jean-Georges Lefranc de Pompignan, politico e arcivescovo cattolico francese (n. 1715)
- 29 dicembre - Nicolas Marie Potain, architetto francese (n. 1723)

### Senza giorno specificato
- Antonio Belloni, presbitero e pittore italiano (n. 1720)
- Giuseppe Gerolamo Buniva, architetto italiano
- Giuseppe Carlucci, astronomo e religioso italiano
- Francesco Girolamo Corio, notaio e poeta italiano (n. 1720)
- Giovanni David, pittore e incisore italiano (n. 1743)
- Marc-Antoine Eidous, traduttore e enciclopedista francese (n. 1724)
- Louis Ethis de Corny, magistrato, avvocato e rivoluzionario francese (n. 1736)
- Leontzi Honauer, compositore tedesco (n. 1730)
- Isoda Koryūsai, pittore e incisore giapponese (n. 1735)
- Lambert Krahe, architetto tedesco (n. 1712)
- Honoré Lacombe de Prezel, giurista francese (n. 1725)
- Jean-Laurent Legeay, architetto francese (n. 1708)
- Pietro Maderni, scultore svizzero (n. 1726)
- Girolamo Medebach, attore teatrale italiano (n. 1706)
- Gaetano Mercurio, pittore italiano (n. 1730)
- Angelo Nannoni, chirurgo italiano (n. 1715)
- Giammaria Ortes, filosofo, matematico e economista italiano (n. 1713)
- Maria Vittoria Ottoboni, nobile, scrittrice e attrice teatrale italiana (n. 1721)
- Vincenzo Panerai, compositore e organista italiano (n. 1750)
- Alberto Pappiani, matematico, astronomo e teologo italiano (n. 1709)
- Noël de Règemorte, ingegnere francese
- Vincenzo di Sangro, nobile italiano (n. 1743)
- Giuseppe Santarelli, cantante castrato, compositore e direttore di coro italiano (n. 1710)
- Joseph Smith, generale britannico (n. 1732)
- Grigorij Andreevič Spiridov, ammiraglio russo (n. 1713)
- John Twigg, artigiano britannico (n. 1732)
- Giacomo Van Lint, pittore italiano (n. 1723)
- Gaetano de Bottis, naturalista italiano (n. 1721)
- Carlotta di Monaco, principessa e religiosa monegasca (n. 1719)

## Calendario
| Calendario 1790 | Calendario 1790 | Calendario 1790 | Calendario 1790 | Calendario 1790 | Calendario 1790 | Calendario 1790 | Calendario 1790 | Calendario 1790 | Calendario 1790 | Calendario 1790 | Calendario 1790 | Calendario 1790 | Calendario 1790 | Calendario 1790 | Calendario 1790 | Calendario 1790 | Calendario 1790 | Calendario 1790 | Calendario 1790 | Calendario 1790 | Calendario 1790 | Calendario 1790 | Calendario 1790 | Calendario 1790 | Calendario 1790 | Calendario 1790 | Calendario 1790 | Calendario 1790 | Calendario 1790 | Calendario 1790 | Calendario 1790 | Calendario 1790 |
| --------------- | --------------- | --------------- | --------------- | --------------- | --------------- | --------------- | --------------- | --------------- | --------------- | --------------- | --------------- | --------------- | --------------- | --------------- | --------------- | --------------- | --------------- | --------------- | --------------- | --------------- | --------------- | --------------- | --------------- | --------------- | --------------- | --------------- | --------------- | --------------- | --------------- | --------------- | --------------- | --------------- |
|                 | 1               | 2               | 3               | 4               | 5               | 6               | 7               | 8               | 9               | 10              | 11              | 12              | 13              | 14              | 15              | 16              | 17              | 18              | 19              | 20              | 21              | 22              | 23              | 24              | 25              | 26              | 27              | 28              | 29              | 30              | 31              |                 |
| Gennaio         | Ve              | Sa              | Do              | Lu              | Ma              | Me              | Gi              | Ve              | Sa              | Do              | Lu              | Ma              | Me              | Gi              | Ve              | Sa              | Do              | Lu              | Ma              | Me              | Gi              | Ve              | Sa              | Do              | Lu              | Ma              | Me              | Gi              | Ve              | Sa              | Do              |                 |
| Febbraio        | Lu              | Ma              | Me              | Gi              | Ve              | Sa              | Do              | Lu              | Ma              | Me              | Gi              | Ve              | Sa              | Do              | Lu              | Ma              | Me              | Gi              | Ve              | Sa              | Do              | Lu              | Ma              | Me              | Gi              | Ve              | Sa              | Do              |                 |                 |                 |                 |
| Marzo           | Lu              | Ma              | Me              | Gi              | Ve              | Sa              | Do              | Lu              | Ma              | Me              | Gi              | Ve              | Sa              | Do              | Lu              | Ma              | Me              | Gi              | Ve              | Sa              | Do              | Lu              | Ma              | Me              | Gi              | Ve              | Sa              | Do              | Lu              | Ma              | Me              |                 |
| Aprile          | Gi              | Ve              | Sa              | Do              | Lu              | Ma              | Me              | Gi              | Ve              | Sa              | Do              | Lu              | Ma              | Me              | Gi              | Ve              | Sa              | Do              | Lu              | Ma              | Me              | Gi              | Ve              | Sa              | Do              | Lu              | Ma              | Me              | Gi              | Ve              |                 |                 |
| Maggio          | Sa              | Do              | Lu              | Ma              | Me              | Gi              | Ve              | Sa              | Do              | Lu              | Ma              | Me              | Gi              | Ve              | Sa              | Do              | Lu              | Ma              | Me              | Gi              | Ve              | Sa              | Do              | Lu              | Ma              | Me              | Gi              | Ve              | Sa              | Do              | Lu              |                 |
| Giugno          | Ma              | Me              | Gi              | Ve              | Sa              | Do              | Lu              | Ma              | Me              | Gi              | Ve              | Sa              | Do              | Lu              | Ma              | Me              | Gi              | Ve              | Sa              | Do              | Lu              | Ma              | Me              | Gi              | Ve              | Sa              | Do              | Lu              | Ma              | Me              |                 |                 |
| Luglio          | Gi              | Ve              | Sa              | Do              | Lu              | Ma              | Me              | Gi              | Ve              | Sa              | Do              | Lu              | Ma              | Me              | Gi              | Ve              | Sa              | Do              | Lu              | Ma              | Me              | Gi              | Ve              | Sa              | Do              | Lu              | Ma              | Me              | Gi              | Ve              | Sa              |                 |
| Agosto          | Do              | Lu              | Ma              | Me              | Gi              | Ve              | Sa              | Do              | Lu              | Ma              | Me              | Gi              | Ve              | Sa              | Do              | Lu              | Ma              | Me              | Gi              | Ve              | Sa              | Do              | Lu              | Ma              | Me              | Gi              | Ve              | Sa              | Do              | Lu              | Ma              |                 |
| Settembre       | Me              | Gi              | Ve              | Sa              | Do              | Lu              | Ma              | Me              | Gi              | Ve              | Sa              | Do              | Lu              | Ma              | Me              | Gi              | Ve              | Sa              | Do              | Lu              | Ma              | Me              | Gi              | Ve              | Sa              | Do              | Lu              | Ma              | Me              | Gi              |                 |                 |
| Ottobre         | Ve              | Sa              | Do              | Lu              | Ma              | Me              | Gi              | Ve              | Sa              | Do              | Lu              | Ma              | Me              | Gi              | Ve              | Sa              | Do              | Lu              | Ma              | Me              | Gi              | Ve              | Sa              | Do              | Lu              | Ma              | Me              | Gi              | Ve              | Sa              | Do              |                 |
| Novembre        | Lu              | Ma              | Me              | Gi              | Ve              | Sa              | Do              | Lu              | Ma              | Me              | Gi              | Ve              | Sa              | Do              | Lu              | Ma              | Me              | Gi              | Ve              | Sa              | Do              | Lu              | Ma              | Me              | Gi              | Ve              | Sa              | Do              | Lu              | Ma              |                 |                 |
| Dicembre        | Me              | Gi              | Ve              | Sa              | Do              | Lu              | Ma              | Me              | Gi              | Ve              | Sa              | Do              | Lu              | Ma              | Me              | Gi              | Ve              | Sa              | Do              | Lu              | Ma              | Me              | Gi              | Ve              | Sa              | Do              | Lu              | Ma              | Me              | Gi              | Ve              |                 |